# Suzanne Voilquin
Suzanne Monnier Voilquin (Parigi, 1801 – Stati Uniti, 1877) è stata una scrittrice socialista e femminista francese.

## Biografia
Suzanne Monnier nacque in una famiglia popolare di Parigi: il padre era un operaio fabbricante di cappelli, che aveva preso parte attiva alla Rivoluzione, la madre una cattolica osservante, che impartì a lei e alle sue sorelle una rigida educazione religiosa. Suzanne, peraltro, abbandonò presto la fede religiosa. Si dovette occupare, prima ancora della prematura morte della madre, avvenuta nel 1821, di accudire alla sorella più piccola e poi, nella difficoltà economica in cui si trovò la famiglia, dovette trovarsi un lavoro di ricamatrice.
Nel 1825 la Monnier sposò il muratore Eugène Voilquin; entrambi, e una sua sorella, aderirono al movimento sansimoniano nel 1830 e Suzanne diresse un ristorante dell'associazione, nella quale erano attivi Barthélemy Prosper Enfantin e le sue discepole Cécile Fournel, Claire Bazard, Aglaé Saint-Hilaire, Désirée Gay, Marie-Reine Guindorf e Clorinde Rogé. Dopo la secessione di Saint-Amand Bazard, rimase con Enfantin, ma si trovò esclusa, come le altre donne, dalle riunioni comuni, secondo la decisione sessista presa dall'Enfantin. Nella comunità ebbe più di un amante, come il marito, del resto, che nel 1833 emigrò con la sua nuova compagna negli Stati Uniti per fondarvi una colonia sansimoniana.
Nell'agosto del 1832, poco dopo il processo dei sansimoniani, Marie-Reine Guindorf e Désirée Gay lasciarono la comunità fondando il giornale «La Femme libre», che portò avanti rivendicazioni sociali e femministe in articoli scritti da sole donne, che si firmavano con il solo nome di battesimo, per eliminare «un nome d'uomo troppo pesante da portare». Le due fondatrici richiesero la collaborazione di Suzanne, che esordì con un articolo giudicato da lei stessa «troppo timido», nel quale chiamava le donne a una lotta pacifica contro tutti «gli abusi del sesso forte».
Quando la Guindorf e Désirée Gay lasciarono il giornale per aderire al fourierismo, Suzanne Voilquin divenne la direttrice del giornale, che rinominò prima «La Femme nouvelle» e poi «La Tribune des femmes». Vi collaborò anche Claire Démar, giovane donna che si ucciderà di lì a poco, il 3 agosto 1833, con il suo amante, lasciandole uno scritto Ma loi d'avenir, che Suzanne pubblicherà solo nella primavera del 1834, con l'ultimo numero del giornale.
Quell'anno partì con Enfantin per l'Egitto, lavorando a Il Cairo come levatrice e infermiera, anche durante un'epidemia di peste, alla quale sopravvisse. Nel 1836 tornò a Parigi e nel 1839 si stabilì in Russia in una nuova comunità di sansimonisti. Nuovamente a Parigi nel 1846, durante la Rivoluzione del 1848 collaborò a «La voix des femmes» e fondò un'associazione di levatrici. Con la restaurazione conservatrice, preferì lasciare la Francia e nel settembre, insieme con il padre, raggiunse la sorella negli Stati Uniti, dove si stabilì definitivamente in una comunità sansimoniana.

## Scritti
- Souvenirs d'une fille du peuple, ou La saint-simonienne en Égypte, 1866
- Mémoires d'une saint-simonienne en Russie (1839-1846), Paris, Des Femmes, 1977